# Золотые яйца
«Золотые яйца» (исп. Huevos de oro) — испанский фильм Бигаса Луна, вышедший в 1993 году. Главную роль исполнил Хавьер Бардем, также в фильме сыграли Мария де Медейруш, Марибель Верду, Элиза Товати и Бенисио Дель Торо.

## Сюжет
Бенито Гонсалес, эксцентричный строитель из города Мелилья. Его мечта — построить самое высокое здание в городе. Полный решимости воплотить свою идею, он идёт через череду обманов, но в итоге всё теряет и остаётся один.

## В ролях
| Актёр              | Роль                |
| ------------------ | ------------------- |
| Хавьер Бардем      | Бенито Гонсалес     |
| Мария де Медейруш  | Марта               |
| Марибель Верду     | Клаудиа             |
| Элиза Товати       | Рита                |
| Бенисио Дель Торо  | Боб, друг из Майами |
| Ракель Бьянка      | Анна                |
| Алессандро Гассман | Мигель              |